# Сажин (Польща)
Сажин (пол. Sarzyn) — село в Польщі, у гміні Старожреби Плоцького повіту Мазовецького воєводства.
Населення — 85 осіб (2011).
У 1975-1998 роках село належало до Плоцького воєводства.

## Демографія
Демографічна структура станом на 31 березня 2011 року:
|          | Загалом | Допрацездатний вік | Працездатний вік | Постпрацездатний вік |
| -------- | ------- | ------------------ | ---------------- | -------------------- |
| Чоловіки | 41      | 6                  | 31               | 4                    |
| Жінки    | 44      | 10                 | 26               | 8                    |
| Разом    | 85      | 16                 | 57               | 12                   |